# Puerto Cumarebo
Puerto Cumarebo es una ciudad venezolana, capital del municipio Zamora, en el estado Falcón. Ubicada a 40 kilómetros al este de Santa Ana de Coro, es conocida también como «La Perla De Falcón.

## Historia
En la época precolombina las tierras que actualmente son Puerto Cumarebo estaban ocupadas principalmente por dos tribus indígenas los caquetios y los jirajaras, y estaban dentro del territorio perteneciente al gran cacique de la zona, el Cacique Manaure. La cercanía con las Antillas Neerlandesas Curazao, Aruba y Bonaire propicio que a finales del siglo XVI y principios del XVII, llegaron a estas tierras poblados de negros Loangos fugados de Curazao, estos son los primeros pobladores no indígenas de Puerto Cumarebo, la zona era frecuentada por piratas y contrabandistas debido a la tranquila bahía ofrecida por el Mar Caribe. Debido a las migraciones de personas provenientes de las islas cercanas Puerto Cumarebo no tuvo un fundador, ni se conoce la fecha exacta en la cual pobladores no indígenas llegaron a él, su nombre lo posee en honor al Cacique Cumarebo, jefe de la comarca a la llegada de los españoles. En Puerto Cumarebo residía el Cacique y con la llegada de los españoles como era común se creó el Cabildo.
En la época de la colonización española el territorio del Cacique Manaure paso a llamarse Provincia de Coro, para este entonces aún no se diferenciaba la zona de Puerto Cumarebo sino que todo era parte de Coro, aun en el año de 1773 que toda la provincia recibe la visita del obispo Mariano Martí no se tiene un registro del nombre de Puerto Cumarebo. En un principio el cantón de Cumarebo no quedaba en el actual Puerto si no en las montañas en lo que ahora se conoce como Pueblo Cumarebo.
El 17 de mayo de 1845, se efectuó el traslado del Cantón de Pueblo Cumarebo a Puerto Cumarebo, marcando un hito administrativo que otorgó al puerto una estructura social y política formal dentro de la entonces provincia de Coro. A partir de esta fecha, Puerto Cumarebo comenzó a consolidarse como un núcleo urbano de creciente relevancia regional, razón por la cual dicha fecha ha sido adoptada oficialmente como la fundación institucional del puerto.

Sin embargo, existen registros históricos que indican que el asentamiento humano en la zona portuaria existía desde más de un siglo antes, lo que evidencia una presencia poblacional previa vinculada a actividades pesqueras, comerciales y de intercambio costero.

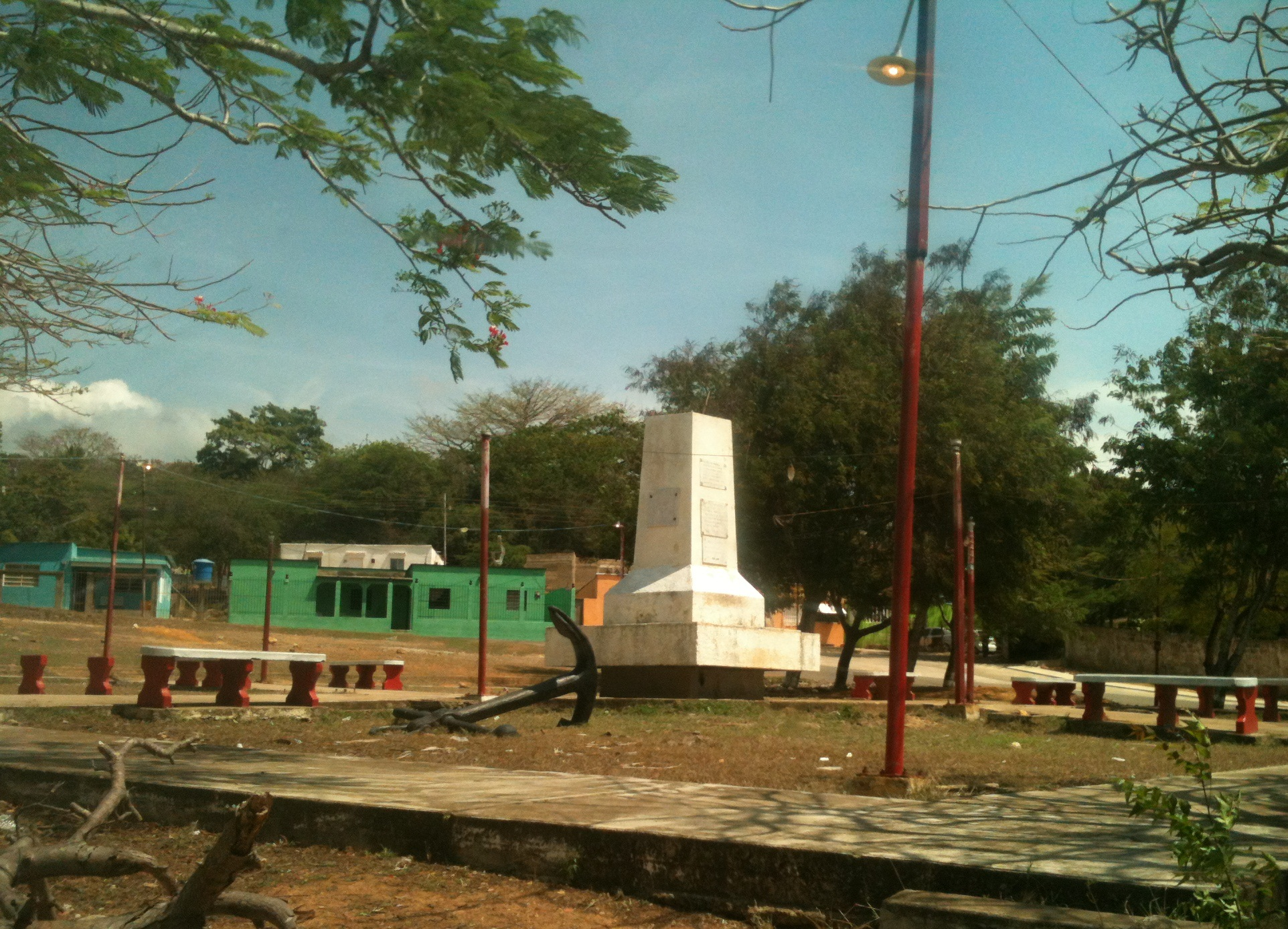
Lugar donde ocurrió la batalla del tanque arriba

El 11 de junio de 1821 en Puerto Cumarebo se libró la conocida como batalla de Cumarebo entre el ejército español comandado por Pedro Luis Inchauspe y el ejército independentista, comandado por un fiel seguidor de Simón Bolívar el coronel Juan Escalona, batalla que terminó como victoria para los independentistas, dos años más tarde, el 10 de junio de 1823 se pelea la batalla del Tanque Arriba que resulta también una victoria para los independentistas comandados por Juan de los Reyes González frente al ejército español comandado por Juan Pedro Urdaneta estas batallas fueron antecedentes a la Batalla de Carabobo y la Batalla naval del Lago de Maracaibo respectivamente.
Luego de la independencia del imperio español, el 14 de octubre de 1830 son habilitados todos los puertos del país para el comercio extranjero, entre ellos Cumarebo. Después de la Guerra Federal la provincia de Coro pasó a llamarse Estado Falcón y las poblaciones cercanas a Puerto Cumarebo, Piritu y Barabara pasaron a formar el Distrito Zamora, que en 1989 se separó en 3 municipios: Zamora en el cual se encuentra Puerto Cumarebo, Tocópero y Piritu.

## Geografía
Puerto Cumarebo está ubicada al norte del Sistema Coriano, transición entre la cordillera de la Costa y la cordillera de los Andes y al este de Santa Ana de Coro. Forma parte de la costa Falconiana, está constituido en su mayor parte por unas pequeñas formaciones montañosas que se convierten en llanuras a medida que se acercan a la costa, estas llanuras surcadas por ríos y pequeñas quebradas, que desembocan en los dos grandes puertos, el puerto de Cumarebo, y el de Tucupido, este último forma parte de la empresa del estado Invecem.
Hacia la parte montañosa de Puerto Cumarebo se localizan riachuelos, y una Ciénega que le da el nombre a una población, en esta zona montañosa también son abundantes los manantiales entre los cuales destacan Quiragua, Güini y Taica, aunque son más de 15 manantiales localizados en la zona.
La vegetación de Puerto Cumarebo es la típica del estado Falcón, es una vegetación principalmente xerófita en la zona de la costa, en las zonas montañosas abunda más la vegetación cambiando a plantas menos secas y más frondosas, como los maderos y los árboles frutales.

### Clima
Cumarebo comparte un clima muy similar al de la ciudad vecina de Coro el clima es del tipo marítimo peninsular, con largos períodos de sequía y pluviosidad muy pobre que alcanza en promedio los 382 mm al año. La mayor precipitación se registra entre octubre y diciembre. La temperatura promedio es de 27,8 °C, con mínimas de 24 °C y máximas de 32 °C. A diferencia de su ciudad vecina, en Cumarebo no son tan comunes los fuertes vientos y estos se registran sobre todo en la región montañosa de la ciénaga.
| Parámetros climáticos promedio de Puerto Cumarebo | Parámetros climáticos promedio de Puerto Cumarebo | Parámetros climáticos promedio de Puerto Cumarebo | Parámetros climáticos promedio de Puerto Cumarebo | Parámetros climáticos promedio de Puerto Cumarebo | Parámetros climáticos promedio de Puerto Cumarebo | Parámetros climáticos promedio de Puerto Cumarebo | Parámetros climáticos promedio de Puerto Cumarebo | Parámetros climáticos promedio de Puerto Cumarebo | Parámetros climáticos promedio de Puerto Cumarebo | Parámetros climáticos promedio de Puerto Cumarebo | Parámetros climáticos promedio de Puerto Cumarebo | Parámetros climáticos promedio de Puerto Cumarebo | Parámetros climáticos promedio de Puerto Cumarebo |
| Mes                                               | Ene.                                              | Feb.                                              | Mar.                                              | Abr.                                              | May.                                              | Jun.                                              | Jul.                                              | Ago.                                              | Sep.                                              | Oct.                                              | Nov.                                              | Dic.                                              | Anual                                             |
| ------------------------------------------------- | ------------------------------------------------- | ------------------------------------------------- | ------------------------------------------------- | ------------------------------------------------- | ------------------------------------------------- | ------------------------------------------------- | ------------------------------------------------- | ------------------------------------------------- | ------------------------------------------------- | ------------------------------------------------- | ------------------------------------------------- | ------------------------------------------------- | ------------------------------------------------- |
| Temp. máx. media (°C)                             | 30                                                | 30                                                | 31                                                | 31                                                | 32                                                | 32                                                | 32                                                | 32                                                | 32                                                | 32                                                | 31                                                | 30                                                | 31                                                |
| Temp. mín. media (°C)                             | 24                                                | 24                                                | 25                                                | 25                                                | 26                                                | 26                                                | 26                                                | 26                                                | 26                                                | 26                                                | 25                                                | 24                                                | 25                                                |
| Precipitación total (mm)                          | 20                                                | 10                                                | 10                                                | 10                                                | 30                                                | 20                                                | 30                                                | 30                                                | 40                                                | 60                                                | 70                                                | 40                                                | 410                                               |
| Fuente: Weatherbase                               |                                                   |                                                   |                                                   |                                                   |                                                   |                                                   |                                                   |                                                   |                                                   |                                                   |                                                   |                                                   |                                                   |

## Demografía
El área urbana del municipio Zamora se centra principalmente en las parroquias Puerto Cumarebo y La Ciénaga siendo los centros de mayor población del municipio, en total Zamora posee una población de 33 166, esta población se localiza en un 75% en el área de Puerto Cumarebo, con más de 20 000 habitantes de la parroquia Puerto Cumarebo propiamente dicha.
La población al igual que en la del país es mestiza y homogénea, se forma por la unión de las diferentes razas que comenzaron a poblarla a finales del siglo XVI, Puerto Cumarebo actualmente, en el pasado la colonia extranjera predominante era la afrocaribeña, pero actualmente existen múltiples colonias extranjeras entre las que se destacan las colonias libanesa, siria, italiana, colombiana, palestina y china.
Desde el año 2015, al igual que en todo el territorio venezolano, se ha venido presentando una migración poblacional fuerte en todo el municipio Zamora. A causa de la crisis económica, política y social, los cumareberos se han visto en la necesidad de cruzar las fronteras hacia otras naciones del planeta; sin embargo los destinos de mayor consideración han sido Colombia, Perú, Ecuador, Aruba, Curazao, Chile y Argentina. 

## Política y gobierno
Al ser la capital del Municipio Zamora en él se encuentra ubicado la sede de la alcaldía del Municipio Zamora, las sedes municipales del Registro Civil y el Registro Público Inmobiliario, CNE. Anteriormente contaba con sedes de CANTV y la de Corpoelec, pero debido a la crisis actual, todas las gestiones que se desean realizar deben ser tramitadas en la ciudad de Coro.
Actualmente el alcalde del municipio es Orlando Millán Martínez, la población de Puerto Cumarebo se ha caracterizado por seguir totalmente la tendencia oficialista del PSUV, ya que en todas las elecciones realizadas hasta el 2013 ha ganado el partido oficialista, incluso en los comicios de 2007 en los cuales a pesar de que se perdió en el país, en el municipio Zamora fue uno de los pocos en los cuales ganó el chavismo. Sin embargo, debido a la crisis económica actual que sufre el país y a las malas gestiones locales de los últimos alcaldes, la población del municipio ya no apoya totalmente al partido de gobierno. 
Los partidos políticos que hacen vida en el municipio son los tradicionales Acción Democrática (AD) y el Comité de Organización Política Electoral Independiente (COPEI). Entre los nuevos movimientos políticos destaca el Movimiento Primero Justicia (PJ), este último con una fuerza renovada y pujante que se está convirtiendo en referencia obligada en el municipio.

## Economía
Hasta hace pocos años, la economía del municipio Zamora se sustentaba principalmente en las actividades agropecuaria, pesquera y artesanal. Dentro de la producción artesanal destacaban la fabricación de muebles y enseres a partir del cardón, así como la cestería, las tallas en piedra caliza y el tejido de sombreros y escobas, expresiones tradicionales del oficio local.
No obstante, la crisis económica que atraviesa Venezuela ha afectado profundamente el aparato productivo municipal. Los niveles de producción agrícola y ganadera han disminuido considerablemente, y aunque la pesca y la artesanía aún persisten, su actividad también ha mermado, aunque en menor medida.
El sector comercial, particularmente el relacionado con la venta de alimentos, se mantiene parcialmente activo, pero enfrenta dificultades derivadas de las deficiencias en los servicios públicos, como la electricidad, las telecomunicaciones y la escasez de efectivo. En la actualidad, el municipio cuenta únicamente con dos agencias bancarias estatales, una de las cuales permanece cerrada desde hace más de dos años debido a fallas en el sistema de comunicaciones.
Entre los principales establecimientos económicos destaca una planta de cemento de propiedad estatal y una empresa privada de productos lácteos. La calle Bolívar, considerada el centro urbano y comercial del municipio, concentra la mayor parte de la actividad mercantil local.

## Transporte

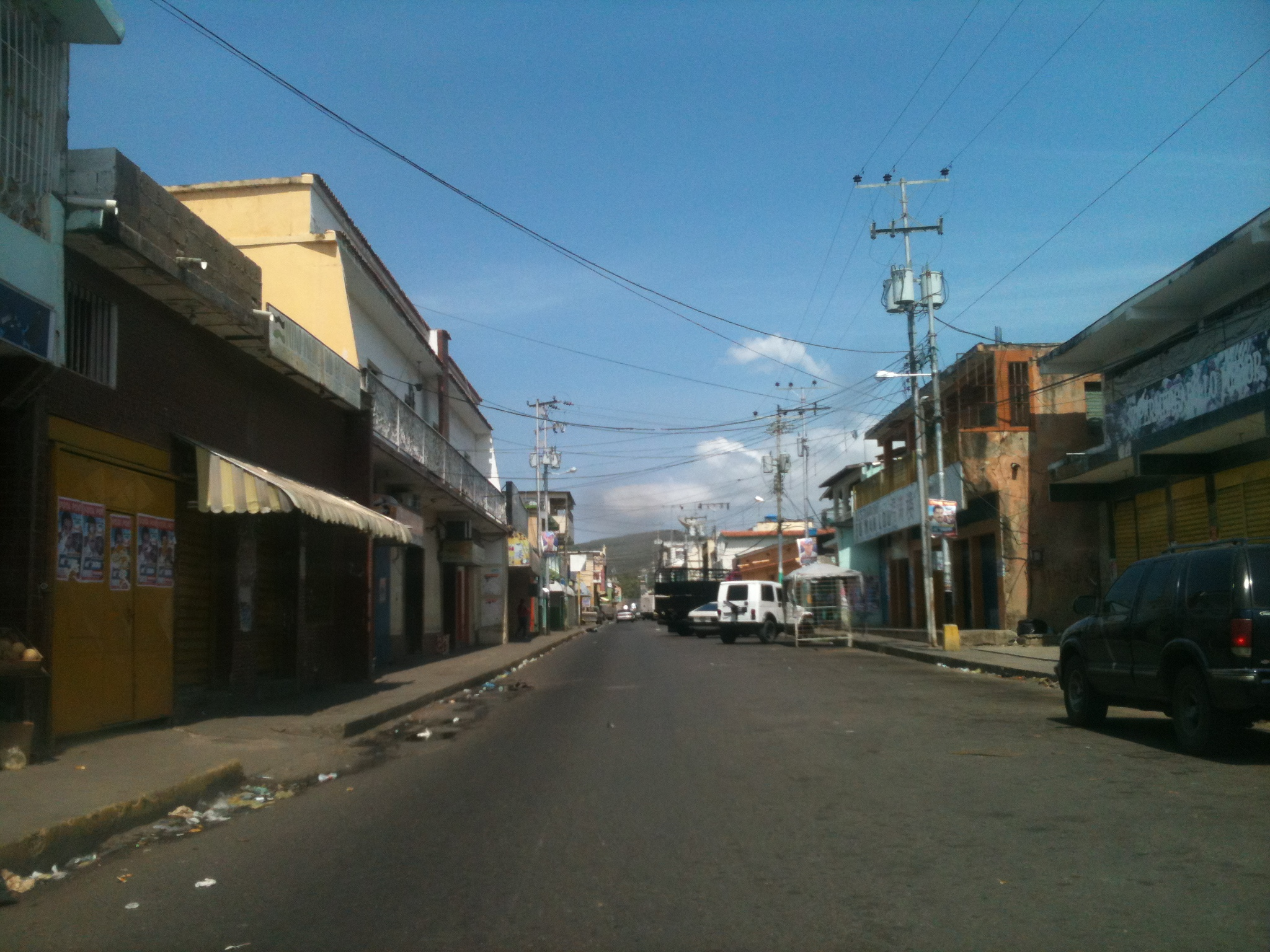
Calle Bolívar

Puerto Cumarebo es cruzado en toda su extensión por la porción este de la carretera Troncal 3 que se extiende desde Morón en la Región Central, esta porción es conocida como la carretera Morón-Coro. Asimismo como su nombre lo indica posee un puerto público, localizado en el sector "El Cerro", el cual está destinado principalmente a la pesca artesanal. Además existe un segundo puerto localizado al este de Puerto Cumarebo y pertenece a la empresa Industria Venezolana del Cemento (INVECEM), y es utilizada para la comercialización del cemento en gran escala. La empresa cementera también posee un aeropuerto privado para aviones pequeños. 

Sus calles son estrechas que en su mayoría solo permiten la circulación de vehículos en una sola dirección, posee una sola avenida, llamada Avenida Bella Vista, la cual es la principal entrada al pueblo si se viene en dirección Morón-Coro siguiendo esa dirección existen múltiples entradas al puerto que atraviesan las calles que van en sentido este-oeste. El servicio de transporte urbano lo prestan varias líneas de carrito por puestos, que conectan el centro de la ciudad con las distintas urbanizaciones y parroquias. El transporte interurbano entre Cumarebo y Coro viene dado por buses, taxis, y carros por puesto.

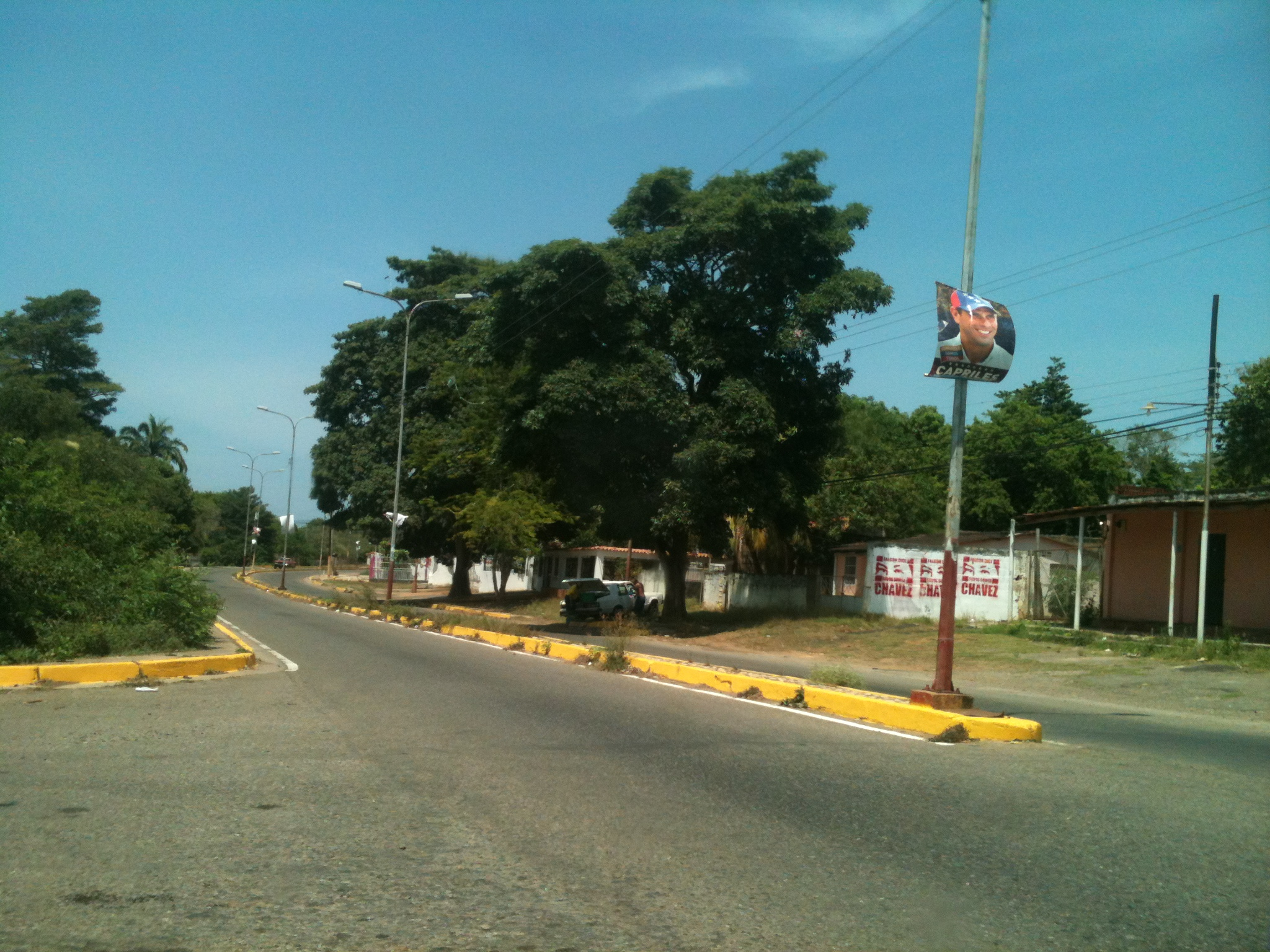
Avenida Bella Vista

### Corredores viales
- Avenida Bella Vista, principal sitio de entrada al pueblo, recorre la zona más al este de la población.
- Calle Bolívar, es la calle principal en ella se concentra gran parte del comercio, recorre gran parte de la extensión de Puerto Cumarebo comenzado en el muelle y terminando en la carretera nacional tiene un sentido oeste-este.
- Calle La Paz, es una calle paralela a la calle Bolívar es la más grande de Puerto Cumarebo, comienza en el sector El Cristal y termina en la carretera nacional al oeste del pueblo, al final de esta calle se encuentra el terminal de pasajeros de Puerto Cumarebo, en la urbanización las delicias, lleva un sentido contrario a la calle Bolívar es decir este-oeste

### Vías de acceso
Se puede llegar a Puerto Cumarebo por las siguientes vías terrestres:
- Desde Caracas: Autopista Regional del Centro hasta Valencia, luego tomando la Carretera Nacional Morón-Coro.
- Desde Coro: la misma Carretera Nacional Morón-Coro pero en sentido opuesto.
- Además existen vías antiguas que comunicaban Puerto Cumarebo con Churuguara pero son vías en desuso y que están totalmente dañadas.

Puerto Cumarebo cuenta con comunicación directa con el Mar Caribe y se encuentra a una distancia corta de Curazao.

## Comidas típicas
La gastronomía cumarebera se basa en mariscos y pescados en todas sus variedades, caldo e'playa, carite en escabeche, mojito de cazón, rey, entre otros; la arepa pelada, arepa jojota, natilla, queso de res, frito de cochino, quinchoncho, tapirama, dulce de leche, dulce de lechoza, mancarrones y dabudeques.

## Lugares de interés

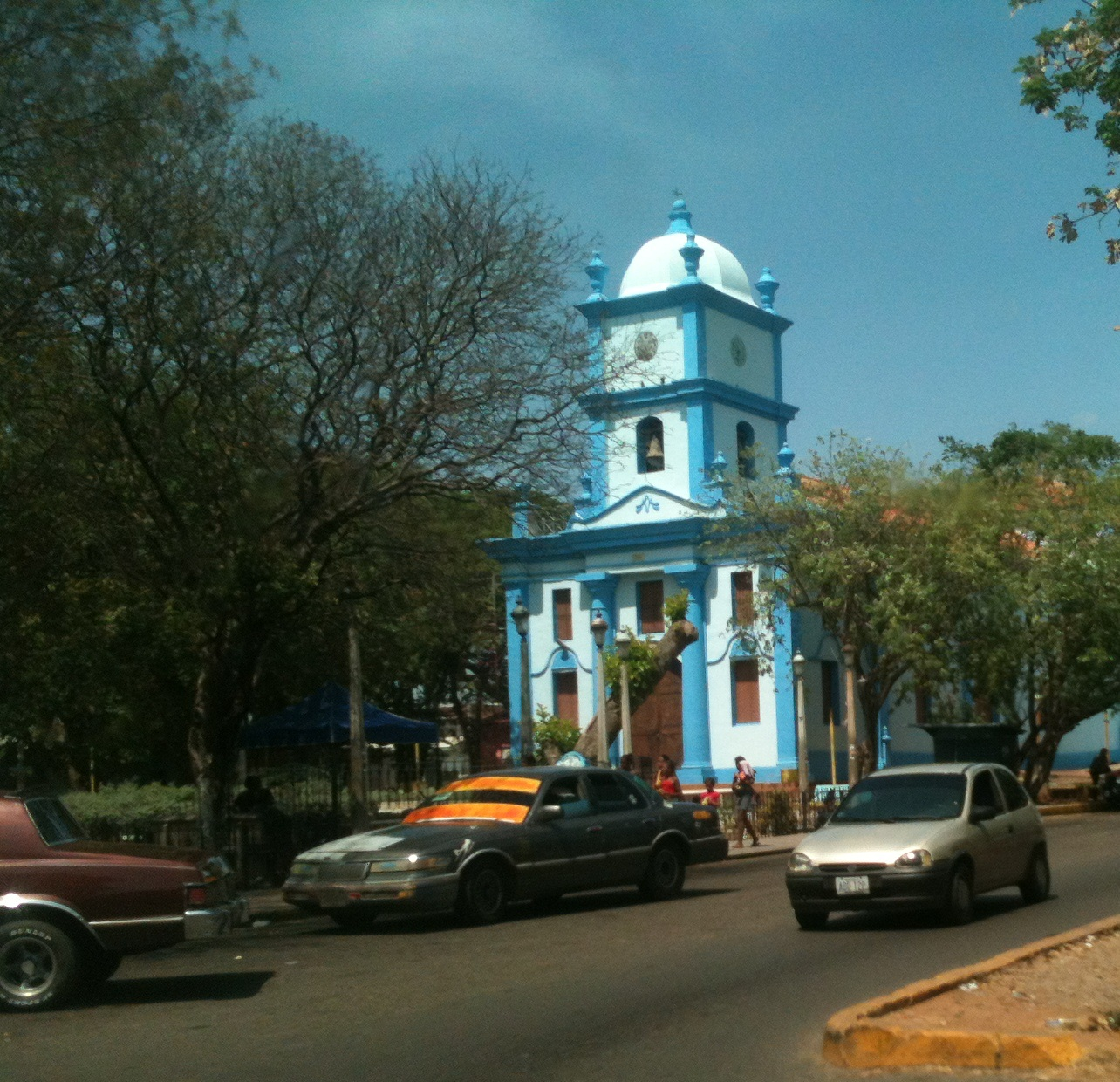
Plaza Bolívar, en el fondo la Iglesia Nuestra Señora de La Candelaria

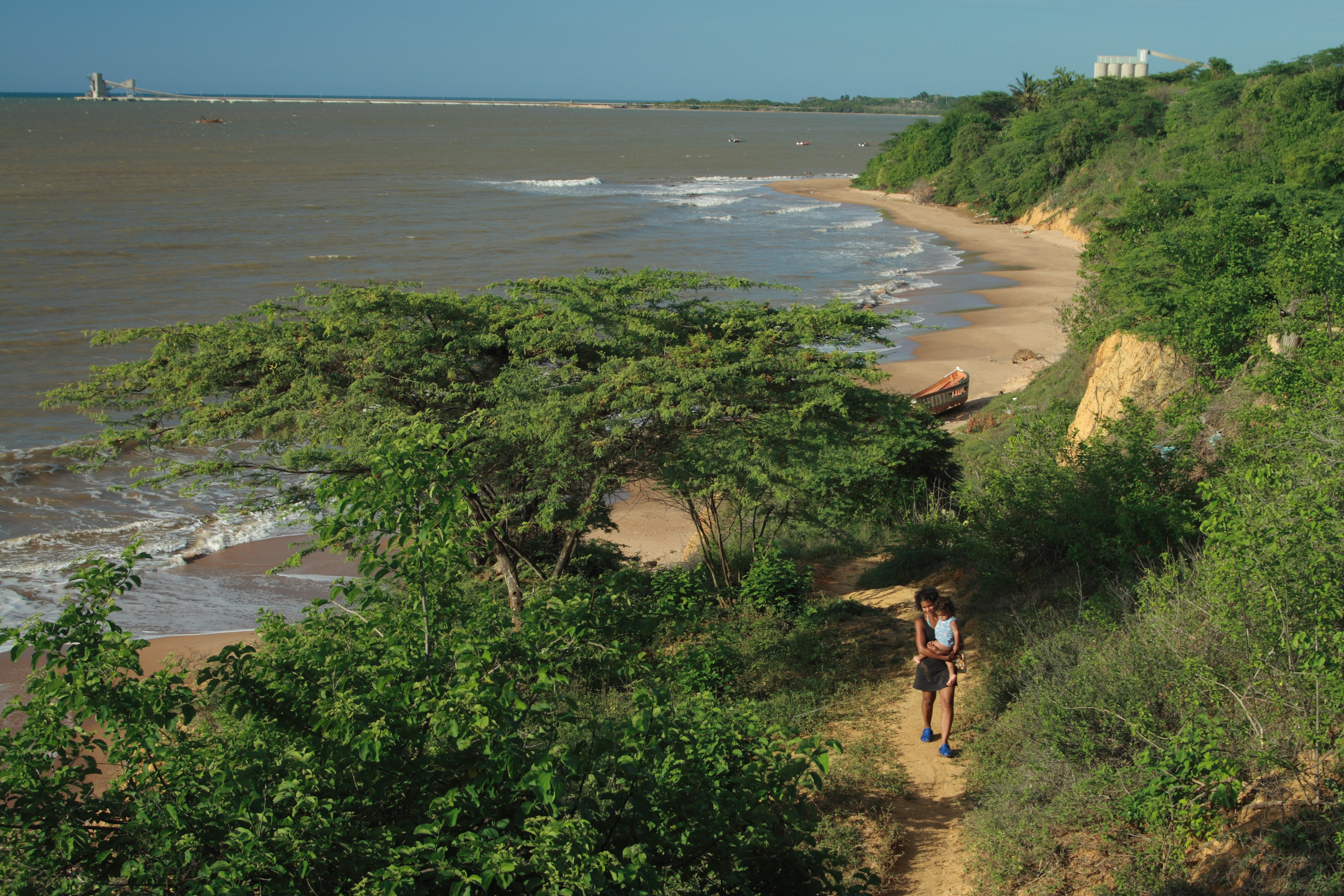
Playa en Puerto Cumarebo. Al fondo pueden observarse instalaciones de la compañía Invecem

- Iglesia Nuestra Señora de La Candelaria

Data de 1887, estilo greco-romano, sus puertas de madera labradas a cincel, son fruto del ingenio del autor Josephine Leidenz.
- Balcón Jurado

Comenzado a construir en 1914, de estilo greco-romano. Obra limpia de mampostería (cal y piedra). Propiedad del general León Jurado Presidente del Estado Falcón (1912-1918).
- Pueblo Cumarebo

Es un lindo poblado de la zona montañosa de Cumarebo, es famosa por haber albergado por varios días al padre de la patria Simón Bolívar, además de sus lindos paisajes y lindos manantiales que la cruzan, además de una historia rica en leyendas y una iglesia que data del siglo XXVII.
- Centro Cultural del Municipio Zamora "Simón Bolívar"

Primer hotel de Zamora, más tarde sede del ambulatorio "Francisco Bustamante". Posteriormente sede de la Escuela de Artes y Oficios y actualmente Centro Cultural del municipio donde hacen vida: Los Niños Cantores de Zamora, la Orquesta Juvenil, la Escuela de Música Juan José Landaeta, la Biblioteca Simón Bolívar, el Taller de Teatro "Cumarebo Siempre" y las Danzas Cumarebo.
- Playas El Muelle y Bella Vista
- Boulevard del Muelle

## Personajes destacados de Cumarebo
- Cruz Medina "cuco": Fue un licenciado en educación, reconocido maestro, pescador, empresario, patriarca de una de las familias más reconocidas de la localidad, amigo y colega de muchos.
- Jesús Dumont (Chucho Dumont): fue un guitarrista, músico, compositor, cantautor , personaje muy conocido de puerto cumarebo en sus tiempos de juventud hasta su muerte.
- Samuel Dumont Guitarrista músico, compositor, ha logrado grandes triunfos en el ámbito musical a nivel nacional e internacional.
- Rafael Simón Urbina fue un caudillo y político venezolano, que lo llevó a combatir la dictadura de Gómez, encabezar varios proyectos de invasión a Venezuela, y a participar en la muerte del presidente de la Junta Militar de Gobierno  Carlos Delgado Chalbaud en 1950
- Dr. Marino Colina
- Manuel Vicente Cuervo (Chento Cuervo): Educador, proclamado a proposición del Maestro Luis Beltrán Prieto Figueroa como "El más grande de los maestros venezolanos".
- Francisco Antonio Medina Fuguett: Bachiller, obtuvo su título en Caracas. Conocido Como "Bachiller Medina". 1.er Maestro de 6.º grado en la Escuela Básica Padre Román de Puerto Cumarebo por la gobernación del estado falcón, Segundo maestro importante después de Manuel Vicente Cuervo (Proclamado educador del estado falcón) nació en el municipio Democracia "Pedregal" 4 de octubre de 1928 en nuestro estado falcón. También se le conoce como pionero en el "evangelismo" y por su incansable labor en la obra misionera en puerto cumarebo por sus creencias religiosas, fundador de la primera iglesia adventista del 7timo Día en la parroquia.
- Juan González Pérez: Cronista oficial del municipio Zamora
- Justo Leonidas Vargas (Paché Vargas): Cantante. Compositor del tema Qué lindo es viajar a Cumarebo, considerada himno popular del municipio.[4]
- Benjamin Blanco (Minche Blanco) cantautor
- Pedro Bonifacio Castro
- Rafael González Sirit
- Concepción Saavedra
- Celis Rovero: Cantante y Autor del libro "Sueños del Bohemio"
- Dr. Alain Pasión: Médico cardiólogo, de trato cercano y muy humano.
- Dr. Gustavo Otero Pulido: Médico de Puerto Cumarebo, fallecido en 1942.
- Dr. Osman Otero Higuera: Hijo del Dr. Gustavo Otero Pulido, al igual que su padre, fue un médico, amigo y consejero de los vecinos de Zamora.
- Dr. Juan Rafael Ocando Juliao: nació en Puerto Cumarebo en 1903 y murió a los 81 años, fue un médico con calidad humana y científica. Siendo uno de los obstetras y sanitaristas de mayor prestigio del estado Falcon y del país.
- Padre Tomás Riera Lugo
- Juan De Dios Navarro Duno, comerciante, fotógrafo y fundador del Grupo musical los 5 Juanes.Hijo de Nicomedes Navarro Juana Guadalupe Duno
- Antonio Camargo: Fue un destacado y humilde Panadero de la popular panadería "El Taikeño"
- Florentino Gomez, Licenciado en Educación y fundador del Liceo Ezequiel Zamora.
- Celestino Ramón Rodríguez, más conocido como "Tino" Rodríguez, compuso e interpretó numerosas obras musicales, entre las cuales recordamos: Falcón, Maracaibo Florido, Los Pregones Zulianos, Chinquita, Maracaibera, entre otras.
- Lic Clodomiro Puerta Goitia (Periodista y Escritor
- José Domingo López. Uno de los primeros trabajadores de la industria petrolera en Cabimas, Estado Zulia, luchador de los derechos de los trabajadores petroleros.

- Tino  Rodriguez,  por su gran talento musical fue declarado Hijo Ilustre de Puerto Cumarebo y exaltado a Patrimonio Musical del Estado Zulia por Decreto N° 13-A de la Gobernación del Estado. En 1994 fue creada la Fundación Don Tino Rodríguez, para enaltecer los valores nacionales a través de la danza.

- Cristina Falco  bailarina destacada quien fue alumna de Yolanda Moreno, Cristina es la actual directora del Grupo de Danza y Baile Cumarebo, la cual tiene 38 años en su haber.

- Dra. Lisbet Bracho Importante activista y docente de grado doctoral que ha hecho aportes significativos a la educación y cultura del municipio.

- Louis Ramones destacado cineasta y profesor universitario creador de un grupo artístico para fomentar el arte y la cutura Cinematográfica.

* Nelly Lacle De Deroy:personajes, Cultora y la única mujer pescadora, bailarina popular del sector el cerro y matriarca de la familia Deroy 
- Yoleida Arrieta  personaje y cultora del tambor y las tradiciones negreras de la época.

- José Gregorio Córdova profesor y locutor del programa radial "Canta Venezuela, Canta" que se ha convertido en icono y fuente de información y comunicación matutina de los zamoranos.

```
    Los Hermanos Williams, Miguel y Fernando Navarro Colina, fundadores de El Periódico de Zamora.  
```

- Michelle Romero jugadora profesional de fútbol y de la selección Nacional Femenina de Venezuela.

- Dr. Ernesto "Faengo" Pérez abogado, político, locutor, autor y columnista reconocido a nivel regional y nacional por su experiencia en gerencia municipal. Ha ocupado diversos cargos públicos y privados relacionados con la administración y el desarrollo de los municipios en Venezuela. También ha escrito varios libros y artículos sobre temas jurídicos, políticos, culturales y sociales.

## Festividades
- 1 de enero: Locos de Cumarebo
- 2 de enero: Día del Comerciante
- 6 de enero: Día de los Santos Reyes
- 2 de febrero: Día de la Virgen de la Candelaria (patrona de Puerto Cumarebo)
- 19 de marzo: Día de San José (patrono de la parroquia La Ciénaga)
- 1 de mayo: Fiestas de San José Obrero
- 17 de mayo: Día de Puerto Cumarebo
- 24 de mayo: Día de la Virgen María Auxiliadora
- 11 de septiembre: Día de la Virgen de Coromoto (patrona de Venezuela y de la comunidad de Quebrada de Hutten)
- 30 de noviembre: Repique del Tambor
- 28 de diciembre: Día de los Santos Inocentes